# Kwon Young-ho
Pour les articles homonymes, voir Kwon (homonymie).
Kwon Yong-ho, né le 3 mai 1985 est un escrimeur sud-coréen pratiquant le fleuret.

## Palmarès
- Coupe du monde d'escrime
  - Vainqueur du tournoi de Coupe du monde de Séoul (2009), deuxième à Paris (2010)